# Parametadione
Il parametadione è un farmaco anticonvulsivante che condivide le caratteristiche dei derivati dall'ossazolidina, e pertanto appartiene alla classe degli Ossazolidindioni. Il farmaco ha una maggiore attività sedativa rispetto al trimetadione.
Contrariamente agli idantoinici ed ai barbiturici antiepilettici, il parametadione non modifica l'andamento dell'attacco epilettico in pazienti in terapia elettroconvulsiva. Il parametadione ha un effetto sedativo che può aumentare fino ad arrivare ad atassia quando si usano dosi eccessive.

## Farmacocinetica
Dopo somministrazione per os il parametadione viene assorbito dal tratto gastrointestinale. Il ritardo nel tempo di azione del farmaco può variare da paziente a paziente. L'emivita plasmatica è bifasica con un tempo di dimezzamento di circa 1 ora per la prima fase e 24 ore per la seconda fase.
Il farmaco viene metabolizzato a seguito di una N-demetilazione a 5-etil-5-metil-2,4-ossazolidindione (DMP) nel fegato. Secondo molti autori l'azione anticonvulsivante del parametadione sarebbe dovuta a questo metabolita. Sebbene non vi siano dati precisi, l'emivita del DMP è piuttosto lunga. Dopo somministrazione cronica di parametadione nel giro di 2 settimane si raggiungono le concentrazioni seriche di DMP allo steady state. Il DMP può essere ulteriormente metabolizzato e gli acidi risultanti possono essere decarbossilati a diversi metaboliti inattivi e ad anidride carbonica. Il DMP e i suoi metaboliti sono lentamente escreti nelle urine. In corso di terapia con parametadione soltanto una piccolissima quantità viene ad essere escreta nelle urine in forma immutata. L'alcalinizzazione delle urine dovrebbe favorirne l'escrezione renale in quanto il pKa del DMP è 5,9.

## Tossicità
Nell'uomo la dose minima letale è di 5 g.

## Usi clinici
Il parametadione trova indicazione in quei soggetti nei quali altri farmaci meno tossici hanno fallito. Il farmaco è utilizzato nel trattamento delle assenze (piccolo male) refrattarie ad altri anticonvulsivanti (ad esempio la etosuccimide). Il farmaco è inefficace nel trattamento di altre forme di epilessia. Il parametadione risulta meno tossico, ma anche meno efficace del trimetadione. È comunque dimostrato che il parametadione può controllare le assenze in pazienti resistenti al trimetadione. Il farmaco può inoltre aumentare la frequenza di preesistenti crisi tonico-cloniche (grande male) o far precipitare la prima crisi tonico-clonica. Il parametadione può essere somministrato in associazione con altri anticonvulsivanti quando altre forme di epilessia coesistono con il piccolo male.

## Dosi terapeutiche
La via di somministrazione è orale. A seconda delle necessità e delle risposte individuali il dosaggio di parametadione può essere aggiustato con gradualità e prudenza. Quando si renda necessario sospendere il farmaco o ridurne il dosaggio, ciò dovrebbe avvenire lentamente, per evitare il rischio di crisi o assenze. Negli adulti il dosaggio iniziale è di 900 mg al giorno suddivisi in 3 somministrazioni. Questo dosaggio può essere aumentato di 300 mg al giorno ad intervalli settimanali, fino a quando le crisi sono controllate o appaiono sintomi da tossicità. Il dosaggio di mantenimento per gli adulti è di 0,9-2,4 g al giorno in 3 o 4 somministrazioni. Nei bambini il dosaggio iniziale è di 300 mg al giorno per quelli al di sotto di 2 anni, di 600 mg per i bambini fra i 2 e i 6 anni e di 900 mg per i bambini con più di 6 anni, da suddividere in 3-4 somministrazioni. Anche nei pazienti pediatrici la dose può essere aumentato gradatamente ad intervalli settimanali, fino a quando le crisi sono controllate o appaiono sintomi da tossicità.

## Effetti collaterale ed indesiderati
Il più importante effetto collaterale è la sonnolenza. Il farmaco può causare numerosi disturbi visivi (emeralopia, diplopia, fotofobia), i quali sono meno frequenti con parametadione rispetto alla terapia con trimetadione e regrediscono riducendo il dosaggio o a pochi giorni dalla sospensione del trattamento. Benché non siano mai stati documentati danni al nervo ottico si raccomanda che il farmaco sia usato con estrema precauzione in pazienti con malattie della retina o del nervo ottico. Se si verificano scotomi, il farmaco deve essere sospeso. Altri effetti collaterali sono rappresentati dalla alopecia, parestesie, discinesie, emorragie vaginali e alterazioni della pressione arteriosa.
Il parametadione condivide tutte le potenzialità tossiche dei derivati anticonvulsivanti ossazolidindionici. Per tale motivo il farmaco dovrebbe essere usato solo quando altri anticonvulsivanti meno tossici si sono dimostrati inefficaci. L'uso del parametadione è stato associato a gravi discrasie ematiche inclusa l'anemia aplastica. In alcuni pazienti è possibile riscontrare trombocitopenia e porpora, oppure una lieve neutropenia, ma non è necessario sospendere il farmaco a meno che i neutrofili non scendano al di sotto di 2500/mm3. Nei pazienti trattata le gravi reazioni cutanee sono infrequenti, tuttavia in rari casi sono stati segnalati reazioni tipo dermatite esfoliativa ed eritema multiforme. Alcuni di questi episodi sono risultati fatali. In presenza di rash cutanei il farmaco va sospeso immediatamente. In letteratura sono stati segnalati alcuni casi letali dovuti a sindrome nefrosica oppure a epatite. Queste sindromi, tuttavia, tendono a risolversi con la sospensione del farmaco. Il parametadione è stato implicato anche nella comparsa di lupus eritematoso sistemico e nell'insorgenza di una sindrome simile al linfoma maligno. Di fronte a queste evenienze il farmaco va immediatamente sospeso.

## Controindicazioni ed avvertenze
Il farmaco può provocare danni fetali e, di conseguenza, è controindicato in gravidanza.

## Sovradosaggio
I sintomi da sovradosaggio acuto sono sonnolenza, nausea, vertigini, atassia, disturbi visivi. Sovradosaggi massivi possono condurre il paziente al coma. In questo caso il trattamento prevede induzione dell'emesi o la lavanda gastrica e, se necessario, il ricorso ad adeguate misure di supporto.

## Interazioni
Il parametadione, come anche il trimetadione, non dovrebbe essere somministrato in associazione con mefenitoina o fenacemide dato che questi farmaci causano la più alta incidenza di gravi effetti tossici.